# 阿勒米格西芬河

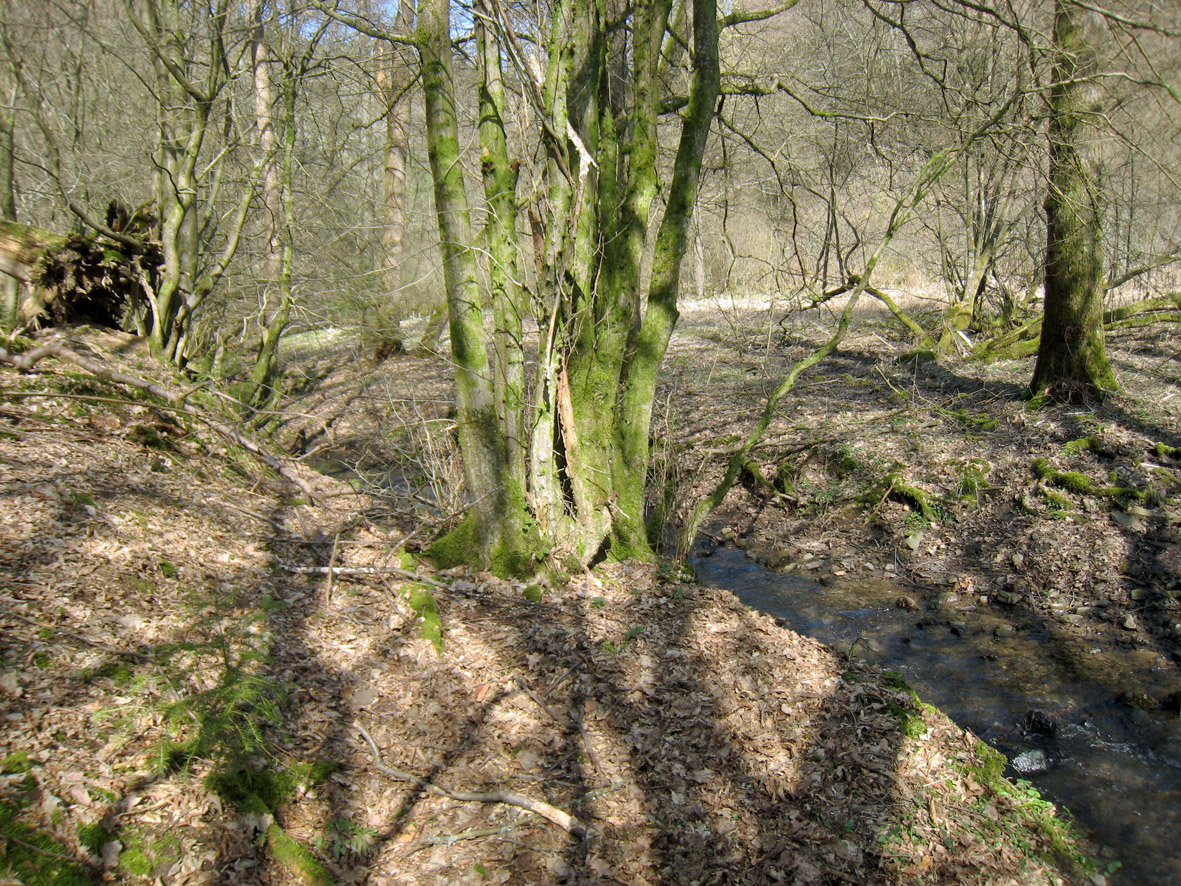

50°59′28″N 7°14′46″E / 50.9910382436412°N 7.246020067947031°E
阿勒米格西芬河（德語：Alemigssiefen），是德國的河流，位於該國西部，處於北萊茵-威斯特法倫州，屬於迪爾施巴赫河的支流，河道全長2公里，流域面積1平方公里。